# Államok vezetőinek listája 76-ban
Ezen az oldalon az i. sz. 76-ban fennálló államok vezetőinek névsora olvasható földrészek, majd országok szerinti bontásban. 

## Európa
- Boszporoszi Királyság
  - Király: I. Rhészkuporisz (68/69–93/94)

- Dák Királyság
  - Király: Duras (70–87)

- Római Birodalom
  - Császár: Vespasianus (69–79) 
    - Consul: Vespasianus császár
    - Consul: Titus Caesar Vespasianus
    - Consul suffectus: Caesar Domitianus
    - Consul suffectus: Galeo Tettienus Petronianus
    - Consul suffectus: Marcus Fulvius Gillo

  - Britannia provincia
    - Legatus: Sextus Iulius Frontinus (74–78)

  - Pannonia provincia
    - Kormányzó: Caius Valerius Festus (73–78)

## Ázsia
- Armenia
  - Király: Szanatrukész (75–110)

- Elümaisz
  - Király: Phraatész (70-90)

- Hsziungnuk
  - Sanjü: Huhszie Sicsu Huti (63-85)

- Ibériai Királyság
  - Király: I. Mithridatész (58–106)

- India
  - Anuradhapura
    - Király: Vaszabha (67–111)

  - Indo-pártus Királyság
    - Király: Obuzanész (kb. 77)

- Japán
  - Császár: Keikó (71–130)

- Kína (Han-dinasztia)
  - Császár: Han Csang-ti (75–88)

- Korea
  - Pekcse
    - Király: Taru (29–77)

  - Kogurjo
    - Király: Thedzso (53–146)

  - Silla
    - Király: Thalhe (57–80)

  - Kaja államszövetség
    - Király: Szuro (42–199?)

- Kusán Birodalom
  - Király: Kudzsula Kadphiszész (30-80)

- Nabateus Királyság
  - Király: II. Rabbel (70–106)

- Oszroéné
  - Király: VI. Abgar (71–91)

- Pártus Birodalom
  - Nagykirály: I. Vologaészész (51–76/80)

- Római Birodalom
  - Iudaea provincia
    - Procurator: Lucius Flavius Silva Nonius Bassus (74–81)

## Afrika
- Római Birodalom
  - Aegyptus provincia
    - Praefectus: Septimius (75–76)

  - Creta et Cyrene provincia
    - Kormányzó: Caius Iulius Quadratus Bassus (76–78)

- Kusita Királyság
  - Kusita uralkodók listája

## Fordítás
Ez a szócikk részben vagy egészben  a   Liste der Staatsoberhäupter 76 című német Wikipédia-szócikk ezen változatának fordításán alapul.  Az eredeti cikk szerkesztőit annak laptörténete sorolja fel. Ez a jelzés csupán a megfogalmazás eredetét és a szerzői jogokat jelzi, nem szolgál a cikkben szereplő információk forrásmegjelöléseként.